# Coupe de l'EHF masculine 1998-1999
Navigation
Coupe de l'EHF 1997-1998 Coupe de l'EHF 1999-2000
La Coupe de l'EHF 1998-1999 est la 19e édition de la Coupe de l'EHF masculine.
Organisée par la Fédération européenne de handball (EHF), la compétition est ouverte à 31 clubs de handball d'associations membres de l'EHF. Ces clubs sont qualifiés en fonction de leurs résultats dans leur pays d'origine lors de la saison 1997-1998.
Elle est remportée par le club allemand du SC Magdebourg, vainqueur en finale du club espagnol du BM Valladolid,.

## Résultats

### Premier tour
| Club                      | Aller   | Total   | Retour  | Club                      |
| ------------------------- | ------- | ------- | ------- | ------------------------- |
| SC Magdebourg             | 26 – 16 | 56 – 37 | 30 – 21 | Steaua Bucarest           |
| SO Chambéry               | 30 – 17 | 52 – 44 | 22 – 27 | Jafa Promet Resen         |
| RK Split                  | 30 – 20 | 63 – 41 | 33 – 21 | HC Klaipėda Dragūnas      |
| UHC Stockerau             | 25 – 24 | 46 – 51 | 21 – 27 | FC Porto                  |
| RK Gračanica              | 25 – 24 | 47 – 52 | 22 – 28 | Lugi HB                   |
| RK Železničar Niš         | 25 – 24 | 54 – 48 | 29 – 24 | SKIF Krasnodar            |
| RK Prevent Slovenj Gradec | 32 – 25 | 55 – 55 | 23 – 30 | Beşiktaş JK Istanbul      |
| Sporting Neerpelt         | 30 – 19 | 57 – 48 | 27 – 29 | Arkatron Minsk            |
| Anorthosis Famagouste     | 21 – 33 | 42 – 66 | 21 – 33 | Team Esbjerg              |
| Pallamano Trieste         | 33 – 26 | 54 – 44 | 21 – 18 | ŠKP Bratislava            |
| Sandefjord TIF            | 30 – 16 | 59 – 32 | 29 – 18 | Ionikós de Néa Filadélfia |
| HV Sittard                | 22 – 22 | 40 – 40 | 18 – 18 | Chakhtar Akademia Donetsk |
| Baník Karviná             | 32 – 18 | 54 – 33 | 22 – 15 | HB Dudelange              |
| Dunaferr HK               | 23 – 20 | 39 – 47 | 16 – 27 | TV Suhr                   |
| BM Valladolid             | 39 – 24 | 66 – 52 | 27 – 28 | WKS Śląsk Wrocław         |

- Exempté :  TBV Lemgo

### Huitièmes de finale
| Club                 | Aller   | Total   | Retour  | Club                      |
| -------------------- | ------- | ------- | ------- | ------------------------- |
| SO Chambéry          | 27 – 25 | 44 – 47 | 17 – 22 | SC Magdebourg             |
| FC Porto             | 25 – 24 | 42 – 50 | 17 – 26 | RK Split                  |
| Lugi HB              | 23 – 28 | 43 – 64 | 20 – 36 | TBV Lemgo                 |
| Beşiktaş JK Istanbul | 23 – 23 | 49 – 54 | 26 – 31 | RK Železničar Niš         |
| Sporting Neerpelt    | 23 – 28 | 47 – 51 | 24 – 23 | Team Esbjerg              |
| Sandefjord TIF       | 26 – 18 | 47 – 43 | 21 – 25 | Pallamano Trieste         |
| Baník Karviná        | 26 – 24 | 47 – 45 | 21 – 21 | Chakhtar Akademia Donetsk |
| TV Suhr              | 31 – 28 | 53 – 56 | 22 – 28 | BM Valladolid             |

### Quarts de finale
| Club              | Aller   | Total   | Retour  | Club          |
| ----------------- | ------- | ------- | ------- | ------------- |
| SC Magdebourg     | 26 – 20 | 45 – 34 | 19 – 14 | RK Split      |
| RK Železničar Niš | 20 – 18 | 43 – 48 | 23 – 30 | TBV Lemgo     |
| Sandefjord TIF    | 26 – 24 | 50 – 45 | 24 – 22 | Team Esbjerg  |
| BM Valladolid     | 34 – 24 | 68 – 61 | 34 – 37 | Baník Karviná |

### Demi-finales
| Club           | Aller   | Total   | Retour  | Club          |
| -------------- | ------- | ------- | ------- | ------------- |
| TBV Lemgo      | 23 – 22 | 42 – 44 | 19 – 22 | SC Magdebourg |
| Sandefjord TIF | 27 – 21 | 43 – 48 | 16 – 27 | BM Valladolid |

### Finale
La finale a eu lieu les 11 et 18 avril 1999.
| Club          | Aller   | Total  | Retour  | Club          |
| ------------- | ------- | ------ | ------- | ------------- |
| BM Valladolid | 25 – 21 | 47– 54 | 22 – 33 | SC Magdebourg |

## Effectif du vainqueur
- Joël Abati
- Viatcheslav Atavine
- Henning Fritz
- Erik Göthel
- Guéric Kervadec
- Stefan Kretzschmar
- Tomasz Lebiedzinski
- Sven Liesegang
- Maik Machulla
- Uwe Mäuer
- Vigindas Petkevičius
- Almantas Savonis
- Ólafur Stefánsson
- Steffen Stiebler

- Entraîneurs : Lothar Doering puis Peter Rost